# 严俊 (少将)
严俊（1914年—1998年10月12日），中国人民解放军将领、中国人民解放军开国少将。
曾任中国人民解放军总后勤部军需部副部长。1955年，授予中国人民解放军少将。